# Винниг, Август
Август Винниг (31 марта 1878 года, Бланкенбург (Гарц) — 6 ноября 1956 года, Бад-Наухайм) – немецкий политик, деятель профсоюзного движения Германии, писатель и публицист. В период Гражданской войны в Латвии некоторое время являлся генеральным имперским уполномоченным Германии по Прибалтике[страница не указана 821 день].

## Семья. Начало карьеры
Август Винниг был самым младшим из двенадцати детей в семье. Его отец Карл Винниг был гробовщиком. 
В 1892 году подросток начал обучаться ремеслу каменщика-строителя; завершил своё профессиональное образование в 1895 году. В 1896 году впервые продемонстрировал свои симпатии к социалистическому движению, активистом которого впоследствии стал. В этот период он занимался написанием статей и прокламаций для периодических изданий социал-демократического толка. Немного позднее присоединился к Восточному союзу (нем. Ostverband)  масонов и принял участие в забастовках рабочих-социалистов. Из-за конфликта со штрейкбрехерами, которые были разоблачены им в процессе организации социал-демократических протестных акций, Винниг был подвергнут тюремному заключению, из которого, однако, вскоре освободился.

## Профсоюзная деятельность. Организация забастовок
В 1904 году стал сотрудником профсоюзного журнала «Grundstein», а позднее занял должность генерального редактора этого периодического издания. В качестве активиста местного союза строителей он сумел организовать широкомасштабную забастовку работников строительной отрасли в 1910 году. Итогом этой акции ненасильственного сопротивления стало несущественное повышение заработной платы строителям взамен на их обещание отказаться от проведения забастовок сроком на три года. В 1912 году он был избран председателем союза строителей; на этой должности он проявил себя умелым организатором.  В дальнейшем Август Винниг подробно освещал процесс выборов в гамбургский парламент в 1913 году и оказывал весомую медийную поддержку кандидатам от Социал-демократической партии Германии.

## Первая мировая война. Идеологическая принадлежность
В течение Первой мировой войны Август Винниг примкнул к группе националистически настроенных интеллектуалов, которая сформировалась внутри  Социал-демократической партии Германии. Эта группа, исповедовавшая идеологию антиревизионистского марксизма, состояла из видных социалистических политических деятелей Пауля Ленша, Хейнриха Кунова и Конрада Хениша. Члены этого партийного сообщества положительно оценивали наступление «августовского воодушевления», то есть массового патриотического подъёма среди широких слоёв Германской империи в августе 1914 года. Участники группы Ленша-Кунова-Хейнриха высказывали идею «национал-социализма» (нем. nationalen Sozialismus) и обосновывали необходимость «народного единения» на его основе.  В то же время на начальном этапе выработки своей идеологической платформы эта группа не разделяла антисемитские взгляды, несмотря на то что в дальнейшем Август Винниг и его соратник Густав Носке не будут скрывать своего антисемитизма в публичном пространстве. Более того, в окружение Виннига в период Первой мировой войны вошли такие социал-демократические деятели еврейской национальности, как доктор философии Александр Львович Парвус, юрист и политический активист Эрнст Хейльман и другие, с которыми Винниг часто и много контактировал.

## Работа в Прибалтике. Армейская должность
Вскоре после оккупации большей части территории Прибалтийских губерний Российской империи Август Винниг занял должность правительственного комиссара 8-й германской армии (командующий генерал Оскар Гутьер), захватившей Ригу в начале сентября 1917 года. Фактически Винниг был тем человеком, через которого осуществлялась военно-дипломатическая связь между германским командованием, формировавшем военную администрацию в Остзейском крае, и правительственными кругами.

## Генеральный уполномоченный Германии по балтийскому региону
С октября 1918 года Август Винниг являлся официальным посланником немецкого государства на захваченных военными подразделениями кайзеровской армии территориях Прибалтики. На эту должность Винниг был командирован кабинетом министров Макса Баденского.
После начала революционных событий в Германии название должности Виннига было изменено — он становится генеральным уполномоченным (нем. Generalbevollmächtigter) Германии в Прибалтике.
Именно Винниг должен был курировать процесс политико-административного оформления бывших губерний Российской империи в полноценные государственные образования. Будущий руководитель Совета центрального банка межвоенной Латвии Адольф Кливе в мемуарах отмечал, что 31 октября Август Винниг встретился с Карлисом Ульманисом, бывшим замкомиссара Временного правительства в Лифляндской губернии, а позже — лидером Латышского Крестьянского Союза (латыш. «Latviešu Zemnieku savienība»), аграрно-националистической партии, которая пользовалась широкой поддержкой дипломатов Антанты. В ходе беседы с Ульманисом генеральный уполномоченный предложил ему создать и возглавить «Народный совет» и правительство, которое было бы ему подконтрольно; Ульманис ответил согласием. По некоторым данным, лично Винниг одобрял или отвергал кандидатов, которые должны были войти в состав центрального органа власти в будущей Латвии. В данном случае на второй план отходил так называемый Латвийский временный национальный совет, который был сформирован Зигфридом Мейеровицем, опиравшимся на английских дипломатов. Сам Мейеровиц впоследствии примкнул к Ульманису и позже принял участие в координации деятельности Народного совета.
После подписания 11 ноября 1918 года Компьенского перемирия, означавшего окончание Первой мировой войны, Винниг осознал: «Крушение Германии не могло не повлиять на эстонцев и латышей. И тут определенную помощь мог оказать именно я. Никто, в отличие от меня, не имел возможности выступить в качестве посредника. Я поддерживал контакт и пользовался известным доверием, как со стороны германской администрации прибалтийских земель, так и со стороны национальных группировок и солдатских советов». В своих воспоминаниях Винниг указывал, что один из активистов Народного совета Скубик, да и вообще все латышские меньшевики желали остаться в сфере влияния Германии, а сам Винниг надеялся, что «из-за недостатка политической и технической интеллигенции возникшие здесь новые малые государства будут вынуждены привлечь многих немецких чиновников и экономистов, технических специалистов и квалифицированных рабочих и таким способом мы еще сможем прийти к приемлемому результату германской политики на Востоке».
Таким образом Винниг принял на себя руководство интересами своей страны в Прибалтике, сообщив об этом латышским социалистам. 14 ноября телеграммой из Берлина он был утверждён «генеральным уполномоченным рейха по прибалтийским землям». 17 ноября 1918 г. соперничавшие политические группы и амбициозные политики, с одной стороны, ориентированные на проантантовский Латышский временный национальный совет, с другой стороны, участвовавшие в полуподконтрольном А. Виннигу Демократическом блоке (а то и двурушнически совмещавшие то и другое), согласились на совместное формирование временного предпарламента — Народного совета Латвии из 38 человек. «От имени его и в иной манере вновь были высказаны мысли, которые легли в основу моих предложений еще в конце октября, причем и текст прокламации заметно перекликался с моим тогдашним проектом», — отметил Винниг, получив от явившегося к нему 19 ноября 1918 года Карлиса Улманиса текст декларации независимости, в котором он нашёл много общего с составленным им самим в октябре проектом.
Издатель мемуаров Виннига на русском языке Леонтий Ланник отмечал, что в латышской публицистике существует оппозиционно-«апокрифическая» трактовка событий 18-19 ноября 1918 г. в Риге как инспирированного Виннигом «первого ульманисовского путча» (второй, таким образом, состоялся 15 мая 1934 г.), которым было опрокинуто первичное провозглашение независимости, состоявшееся 17 (30) января 1918 г. в Петрограде благодаря деятелям Латышского временного национального совета, строго ориентировавшегося на Антанту и отвергавшего германское участие в создании государства.
25 ноября 1918 года Винниг передал Улманису записку, в которой выражалась готовность германского правительства признать независимость Латвии. В новом меморандуме от 26 ноября Винниг зафиксировал: 1) временное правительство Ульманиса осуществляет верховную власть на латышской этнографической территории; 2) германская гражданская администрация передает управление территорий временному правительству в соответствии с соглашением, которое ещё предстоит заключить. В латышских политических кругах это было воспринято чуть ли не как нота о признании Берлином Латвии как государства, хотя речь шла лишь об авансовом признании «провизорного» органа власти. Согласно телеграмме Виннига в Берлин от 5 декабря, он все же подписал с «временным правительством Латвии временное соглашение, которое после острой критики утвердил и Народный совет».   
Август Винниг от имени Германии подписал официальное признание Латвии и Эстонии.

## Отношение к правительству Ульманиса
В воспоминаниях  "На исходе германской политики на Востоке: личные впечатления и воспоминания. Берлин, 1921 (Am Ausgang der deutschen Ostpolitik: persönliche Erlebnisse und Erinnerungen) Винниг именовал правительство Ульманиса «аферистами», а также откровенно писал, как периодически вынужден был напоминать его членам о том, что «все они живут на германских хлебах, на германские деньги и прочность их государства гарантируется немецким оружием». Так или иначе, Август Винниг, обладавший к 1918 году значительным политическим и административно-дипломатическим опытом, технически курировал деятельность латвийского Народного совета в период, когда города Прибалтики де-факто признавали социалистическую власть, устанавливаемую красными стрелками, а члены правительства Ульманиса были крайне непопулярными.  По воспоминаниям свидетелей[кто?], Винниг спорил с Ульманисом, требуя от него, чтобы в состав правительства из десяти министров также были включены представители остзейского населения. При формировании Народного совета Винниг настаивал на том, чтобы четверть его членов принадлежала к прибалтийско-немецкому меньшинству. Таким образом Винниг выступал за сохранение административного представительства остзейских немцев в Прибалтике. Впрочем, отношение Виннига к координируемому им проекту было весьма пренебрежительным; часто он позволял себе нелестную характеристику членов правительства, а в позднейших записях отмечал, что «в поступках этих людей много опереточного».

## Формирование «Железной дивизии»
Для того, чтобы сохранить политическое влияние на Прибалтику в условиях ожесточённой дипломатической конкуренции с представителями стран Антанты, он выступал за замедление эвакуации частей 8-й армии и других кайзеровский военных формирований из балтийского региона и активно защищал идею о создании немецких добровольческих соединений (фрайкоров). Например, 30 ноября 1918 года по указанию Виннига была создана «Железная дивизия», представлявшая собой немецкое добровольческое вооружённое формирование, которое должно было помогать проведению «планомерной эвакуации» германских солдат и армейского имущества из Прибалтики. В 1919 году она будет преобразована в «Железную дивизию», а затем в составе Западной добровольческой армии П. Р. Бермондта-Авалова примет участие в противостоянии с латвийской армией.

## Договор с правительством Латвии о военной помощи
После провала мобилизации в ноябре-декабре 1918 года в латвийскую армию, которая должна была защищать новое правительство Ульманиса, обескураженные таким фиаско латвийские политики приняли решение воспользоваться военной помощью немецких вооружённых сил, остававшихся на территории Латвии. По поручению своих коллег-министров Ульманис встретился с Августом Виннигом и заключил с ним как с официальным представителем Германии договор от 29 декабря 1918 года, в котором было зафиксировано в том числе и то, что «Временное правительство Латвии согласно признать по ходатайству о том все права гражданства в Латвии за всеми иностранцами, состоящими в армии и прослужившими не менее 4 недель в добровольческих частях, сражающихся за освобождение латвийской территории от большевиков». Таким образом, немецкие военные части взамен на право подданства фактически нанимались латвийской стороной для защиты правительственных органов от подразделений красных стрелков. Также немецким солдатам, которые выражали желание оборонять Ригу от большевиков, могли получить в полную собственность земельные наделы в Курляндии и Лифляндии. Впоследствии официальная латвийская историография[кто?] прозвала альянс Временного правительства Ульманиса и немецких оккупационных сил «Грешным альянсом», и ни одно из официально оговоренных на письме обещаний в адрес германских военных добровольцев не было исполнено латвийской стороной.

## Уполномоченный Рейха по балтийским странам
В начале 1919 года название должности Августа Виннига было снова изменено: он был назначен Генеральным уполномоченным Рейха по балтийским странам с резиденцией в Риге и Государственным комиссаром Восточной и Западной Пруссии с резиденцией в Кёнигсберге. При этом у Виннига возникли сложности с практическим исполнением своих обязанностей: 4 января 1919 года Рига была взята красными стрелками и вскоре была провозглашена Латвийская Социалистическая Советская республика под управлением Петра Стучки и Карла Данишевского, а в Кёнигсберге ещё в ноябре 1918 года произошёл революционный переворот. В Восточной Пруссии сформировалось двоевластие, но Винниг смог оперативно предотвратить беспорядки и добиться роспуска Революционного Совета.

## Обер-президент Восточной Пруссии
Деятельность в Прибалтике снискала Виннигу ещё большую популярность среди тех социал-демократических кругов Германии, которые разделяли реваншистскую идеологию и воспринимали прибалтийские земли как территории, исторически принадлежащие немцам. В дальнейшим, уже в Веймарской Германии, во время выборов президента Август Винниг активно поддерживал Фридриха Эберта и содействовал его избранию на должность главы государства, одновременно выступая против его соперника Филиппа Шейдемана. Уже при новой власти Винниг, пользовавшийся личным доверием Эберта, занял должность обер-президента Восточной Пруссии. 17 декабря 1919 года выступает перед ландтагом провинции Восточная Пруссия с яркой речью, в которой он описывал причины поражения кайзеровской Германии в Первой мировой войне; отмечается[кто?], что в этом публичном выступлении проскальзывали национал-социалистические нотки.

## Поддержка капповского путча. Исключение из Социал-демократической партии Германии
В 1920 году Винниг открыто поддержал путчиста Вольфганга Каппа, поддержав его правительство, что спровоцировало острый конфликт между ним и более либерально настроенным руководством СДПГ. После провала путча Винниг подвергся сокрушительной критике и моральному осуждению[кто?], был снят с должности обер-президента Восточной Пруссии и исключён из партии и профсоюзного объединения. В результате Винниг порвал свои связи с социал-демократическими организациями и в 1924 году основал праворадикальный «Национальный союз рабочих вождей», открыто исповедовавший националистическую идеологию.
В 1927 году Август Винниг вступил в так называемую Старую Социал-демократическую партию Германии, а в 1930 году присоединился к Консервативной народной партии, которая исповедовала национал-реваншистские взгляды. В этом же году Винниг создаёт своё программное произведение «Vom Proletariat zum Arbeitertum» («От пролетариата к рабочему классу»), в котором описал собственную теорию и стратегию социалистического движения на основе своего богатого политического и политтехнологического опыта.

## Деятельность в Третьем Рейхе
В период, когда к власти в Германии пришла НСДАП, Август Винниг несколько изменил свои политические взгляды, превратившись из национально мыслящего социалиста в умеренного сторонника христианско-демократической идеологии, манифестируя свою принадлежность к европейским консервативным ценностям. В 1944 году в его доме в Потсдаме собирались отдельные участники движения сопротивления против гитлеризма, однако сам не он принимал непосредственного участия в подготовке каких-либо действий, направленных на свержение нацистской верхушки нацистской Германии. Впоследствии участники этого движения составили «заговор генералов», который вылился в попытку физического устранения Адольфа Гитлера 20 июля 1944 года, однако сам Винниг, принимавший у себя дома его участников, избежал какого-либо преследования.  В 1945 году Винниг, выступил в качестве одного из основателей Христианско-Демократического Союза (CDU).
С 1945 году Август Винниг жил в Бланкенбурге, однако в связи с приближением подразделений Красной Армии, оставил это место и переселился в небольшой населённый пункт Финенбург (Vienenburg), в Нижнюю Саксонию, которая вошла в зону западной оккупации.

## Награда
29 марта 1955 года удостоился награды – ордена «За заслуги перед Федеративной Республикой Германия», который вручил ему президент ФРГ Теодор Хойс.

## Интересный факт
Август Винниг в юности получил профессию каменщика, а позже изучал историю (в Берлинском университете). Эти обстоятельства, возможно, побудили его заинтересоваться прошлым Прибалтики и Пруссии в средние века и их культурным наследием. В 1939 г. в искусствоведческой серии «Синие книги» («Die blauen Bücher») вышла в свет его книга «Тевтонский орден и его замки». В ней обрисована история тевтонских рыцарей на балтийских берегах, а также оборонительных сооружений ордена, которые автор рассматривал и с архитектурной точки зрения (как профессиональный строитель). Работа богато иллюстрирована. Часть фотографий имеет сегодня историческую ценность, поскольку запечатлённые на них здания (например, замки в Кёнигсберге, Бальге, Инстербурге, Лохштедте) были разрушены в военные и послевоенные годы. На одном из снимков (с. 87) изображена также крепость в Изборске в том виде, какой она имела накануне второй мировой войны.